# Посольство Украины в Литве
Посольство Украины в Литовской Республике (укр. Посольство України в Литовській Республіці) — дипломатическая миссия Украины в Литве, находится в Вильнюсе.

## Задачи посольства
Основная задача Посольства Украины в Вильнюсе представлять интересы Украины, способствовать развитию политических, экономических, культурных, научных и других связей, а также защищать права и интересы граждан и юридических лиц Украины, находящихся на территории Литвы.
Посольство способствует развитию межгосударственных отношений между Украиной и Литвой на всех уровнях, с целью обеспечения гармоничного развития взаимных отношений, а также сотрудничества по вопросам, представляющим взаимный интерес. Посольство выполняет также консульские функции.

## История дипломатических отношений
26 августа 1991 года Верховная Рада Украины признала независимость Литовской Республики. 4 декабря 1991 года Верховный Совет Литовской Республики признал независимость Украины. Дипломатические отношения между Украиной и Литовской Республикой установлены 12 декабря 1991 года. Посольство Литовской Республики в Украине открыто в августе 1992 года. Посольство Украины в Литовской Республике открыто в августе 1993 года. Посольство Украины в Литовской Республике находится в помещении, которое было приобретено в собственность Украины в июле 1994 года.

## Руководители дипломатической миссии

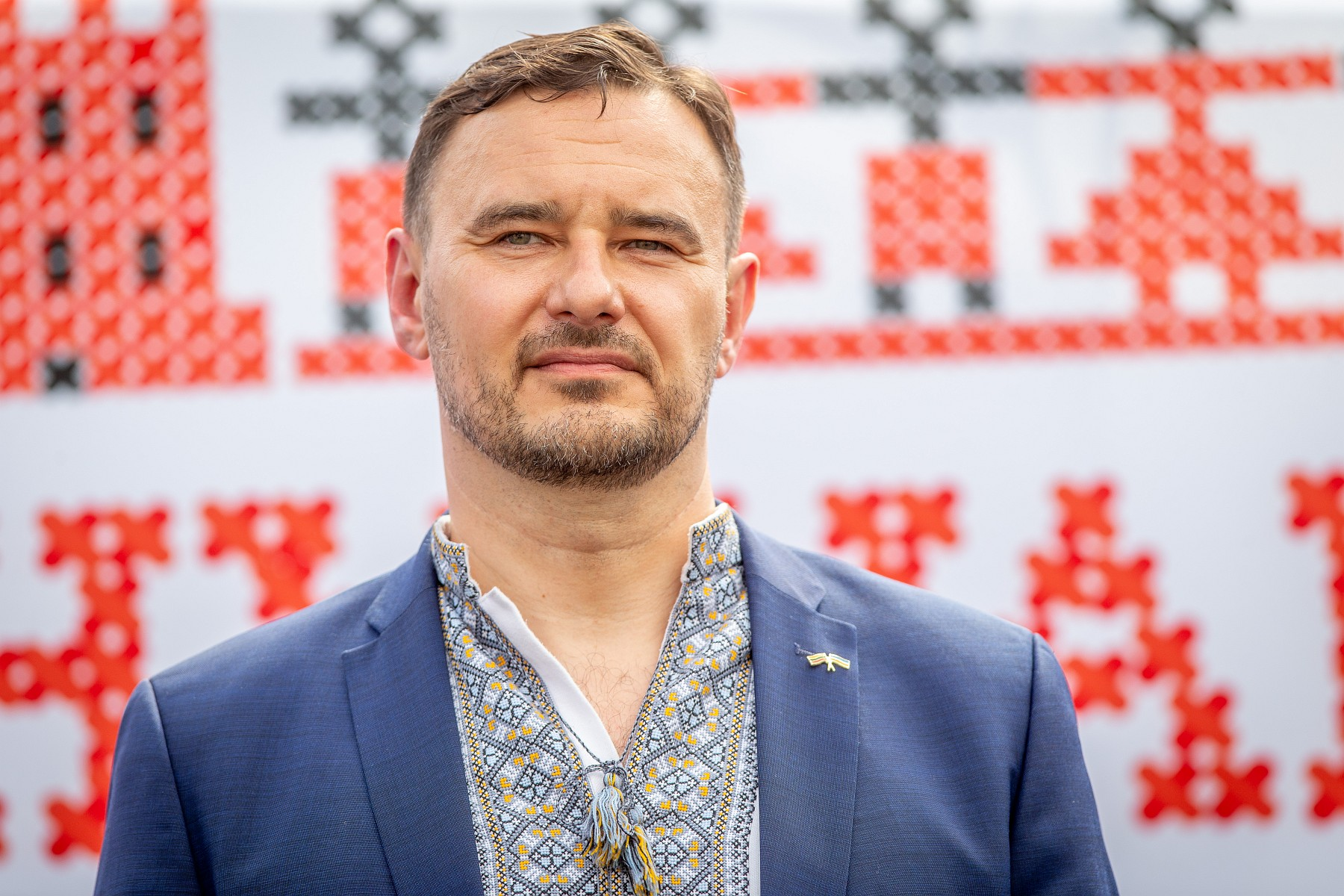
Посол Пётр Бешта

- Мужиловский Силуян Андреевич (1649)
- Кедровский, Владимир Иванович (1919—1921)
- Паращук, Михаил Иванович (1921)
- Терлецкий, Евгений Петрович (1921—1923)
- Белодед Ростислав Митрофанович (1992 — 2 марта 1999)[1]
- Зайчук, Валентин Александрович (23 мая 2000 — 29 сентября 2001)[2][3]
- Деркач, Николай Иванович (27 декабря 2001 — 19 января 2004)[4][5]
- Климчук, Борис Петрович (11 февраля 2004 — 15 марта 2008)[6][7]
- Прокопчук, Игорь Васильевич (15 марта 2008 — 29 июня 2010)[8][9]
- Попик Сергей Дмитриевич (2010—2011) временный поверенный
- Жовтенко, Валерий Тимофеевич (8 апреля 2011 — 18 июня 2015)[10][11]
- Яценковский, Владимир Владимирович (31 октября 2015 — 6 октября 2021)[12][13]
- Бешта, Пётр Петрович (14 января 2022 — 21 декабря 2024)[14][15]
- Никитченко, Ольга Юрьевна (с 21 декабря 2024)[16]